# Retábulo de Averoldi (Ticiano)
O Retábulo de Averoldi, ou Políptico de Averoldi, é uma pintura do pintor renascentista italiano Ticiano, datada de 1520-1522, na Igreja Basílica de Santi Nazaro e Celso em Brescia, norte da Itália.
Está assinado "Ticianus Faciebat / MDXXII" na coluna do painel que mostra São Sebastião.